# Elisabeth Märk
Elisabeth Märk (* 10. Februar 1964 in Hohenems) ist eine österreichische Politikerin (SPÖ, JETZT) und Mittelschullehrerin. Märk war Stadträtin in Hohenems und von 1995 bis 1996 Abgeordnete zum österreichischen Nationalrat.

## Beruflicher Werdegang
Märk besuchte nach der Volks- und Hauptschule ein Oberstufenrealgymnasium, das sie 1982 mit der Matura abschloss. Sie absolvierte im Anschluss von 1982 bis 1985 die Pädagogische Akademie in Feldkirch und legte 1985 die Lehramtsprüfung für Hauptschulen in den Fächern Englisch und Geographie ab. Märk ist seit 1985 als Mittelschullehrerin tätig und unterrichtet Englisch, Geografie und Sport.

## Politische Karriere
Märk arbeitete seit 1990 in der SPÖ Hohenems mit und war zuvor von 1987 bis 1990 im Sozialdemokratischen Lehrerverein Vorarlberg aktiv. Sie war innerparteilich zwischen 1993 und 1994 Bezirksfrauenvorsitzende der SPÖ Dornbirn und von 1993 bis 1996 Fraktionsvorsitzende in Hohenems. Sie vertrat die SPÖ zwischen dem 23. Juni 1995 und dem 14. Jänner 1996 im Nationalrat und von 1995 bis 2015 in der Stadtvertretung von Hohenems. 
Märk führte bei der Gemeindevertretungswahl 2005 die Liste der SPÖ Hohenems an und übernahm nach der Wahl zunächst als Stadträtin die Ressorts Umwelt, Integration und Städtepartnerschaft. Bereits am 30. November 2005 legte sie die Ressorts aber wieder zurück und wurde ressortlose Stadträtin. Nachdem die SPÖ bei der Gemeindevertretungswahl 2010 einen Verlust von mehr als 3 Prozent der Stimmen hinnehmen musste, verlor die SPÖ ihren Anspruch auf einen Stadtratssitz und Märk führte in der Folge die 3-köpfige SPÖ-Fraktion in der Hohenemser Stadtvertretung an. Bei der Gemeindevertretungswahl 2015, bei der die SPÖ abermals starke Verluste erlitt, wurde Märk nicht mehr in die Hohenemser Stadtvertretung gewählt. 
Später trat Elisabeth Märk aus der SPÖ aus und kandidierte bei den Nationalratswahlen 2017 und 2019 für die Liste von JETZT - Liste Pilz. Bei der Gemeindevertretungswahl 2020 kandidierte sie  auf der Bürgerliste „Steinbruch-Gegner“. Sie wurde dabei abermals nicht mehr in die Stadtvertretung gewählt.